# Semana Santa en Ágreda

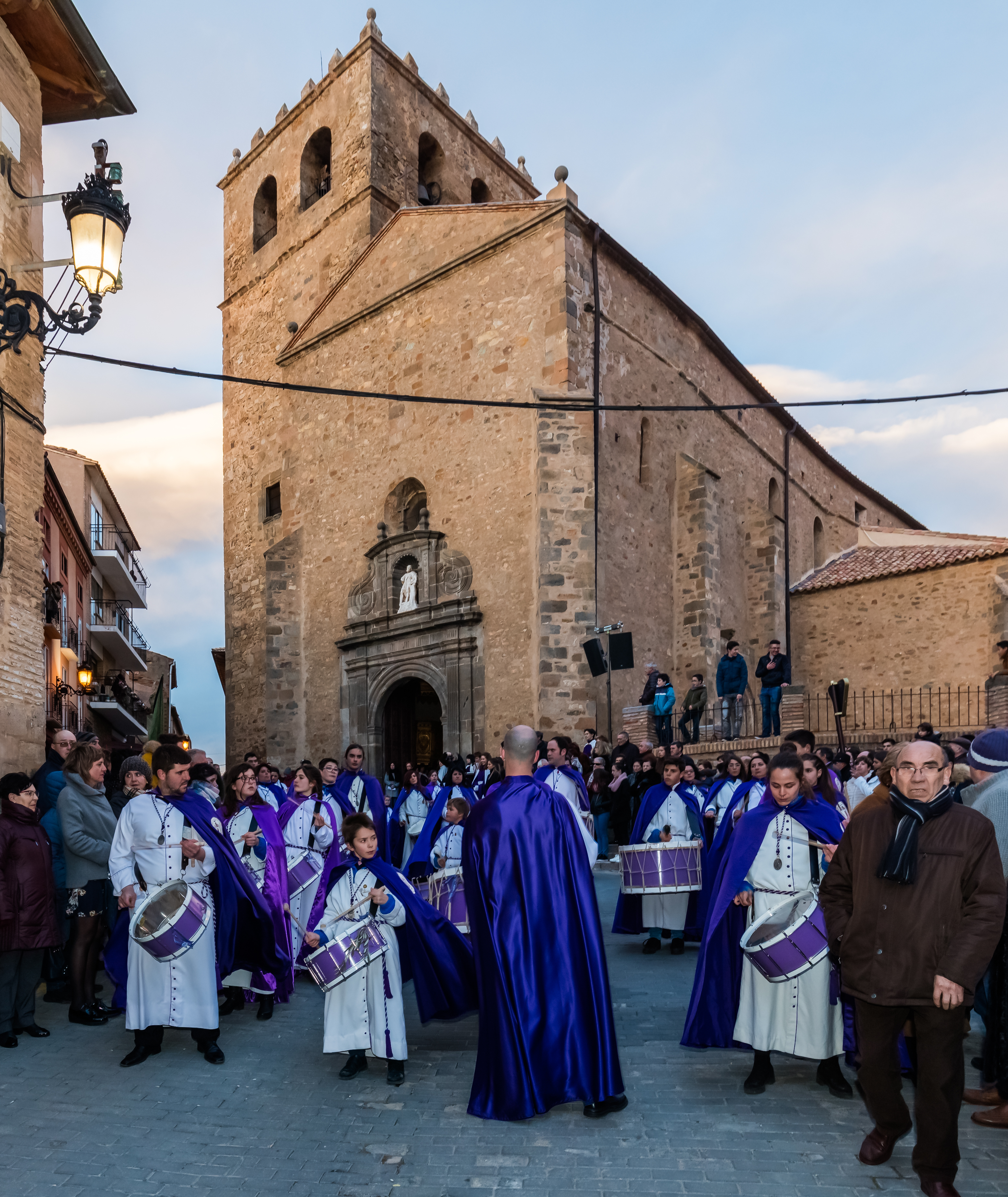
Procesión del Santo Entierro del Viernes Santo frente a la iglesia de San Juan Bautista.

La Semana Santa de Ágreda es la celebración de la Semana Santa que se celebra en la localidad soriana de Ágreda (Castilla y León, España). El Viernes Santo en particular está declarado como Fiesta de Interés Turístico Regional.

## Viernes Santo
En la mañana del Viernes Santo la cofradía de la Santa Vera Cruz, fundada en 1556 segunda más antigua de la provincia de Soria (después de la de San Esteban de Gormaz), traslada las primeras imágenes de la iglesia de San Juan al templo de Los Milagros en una procesión en la que los cofrades, conocidos como 'Felipecuartos', lucen sus mejores galas, inspiradas en los trajes que llevaba la nobleza de la época del monarca Felipe IV en el siglo XVII. En el acto van acompañados de un escuadrón de soldados romanos y de la banda de cornetas y tambores de la localidad. El acto culmina en la basílica de Nuestra Señora de los Milagros donde se pronuncia el Sermón de las Siete Palabras
Por la tarde, después de una celebración litúrgica, se desarrolla la Procesión General del Santo Entierro. En el acto más destacado de la Semana Santa en Ágreda se pueden ver los 14 pasos de la cofradía, así como los 12 estandartes de los apóstoles y la Cruz de los Cálices. La procesión sale de la Basílica de Nuestra Señora de los Milagros y al llegar a la iglesia de San Juan Bautista se produce el Encuentro del Santo Cristo y su madre.

## Fiesta de Interés Turístico Regional
Los trajes de los cofrades junto con la larga tradición de la celebración jugaron un papel primordial para que el Viernes Santo de la localidad de Ágreda recibiera en 2000 el estatus de fiesta de Interés Turístico Regional. Algunas de las piezas de los trajes de los cofrades los bordan las Monjas Concepcionistas de la localidad.

## Referencias

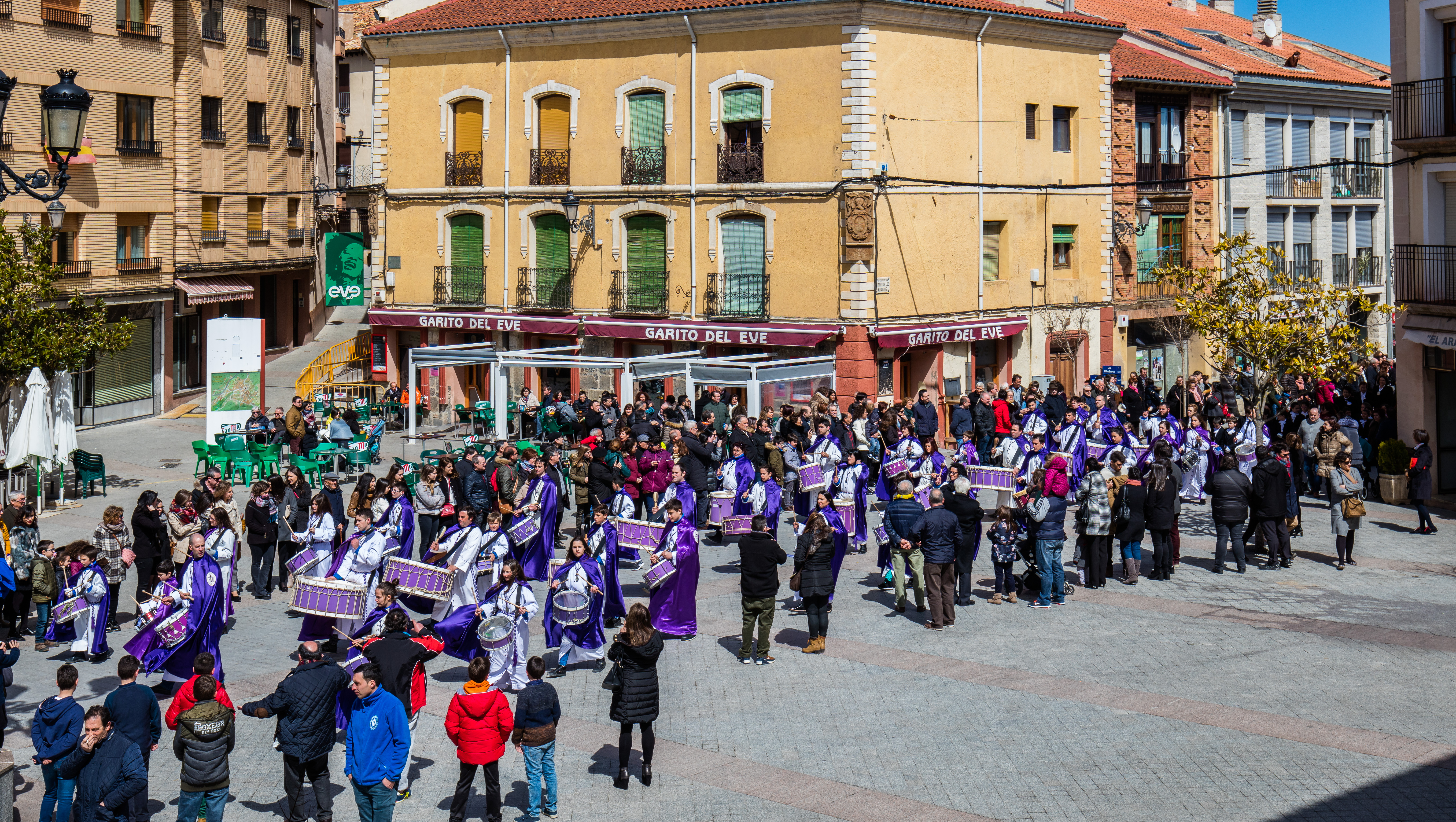
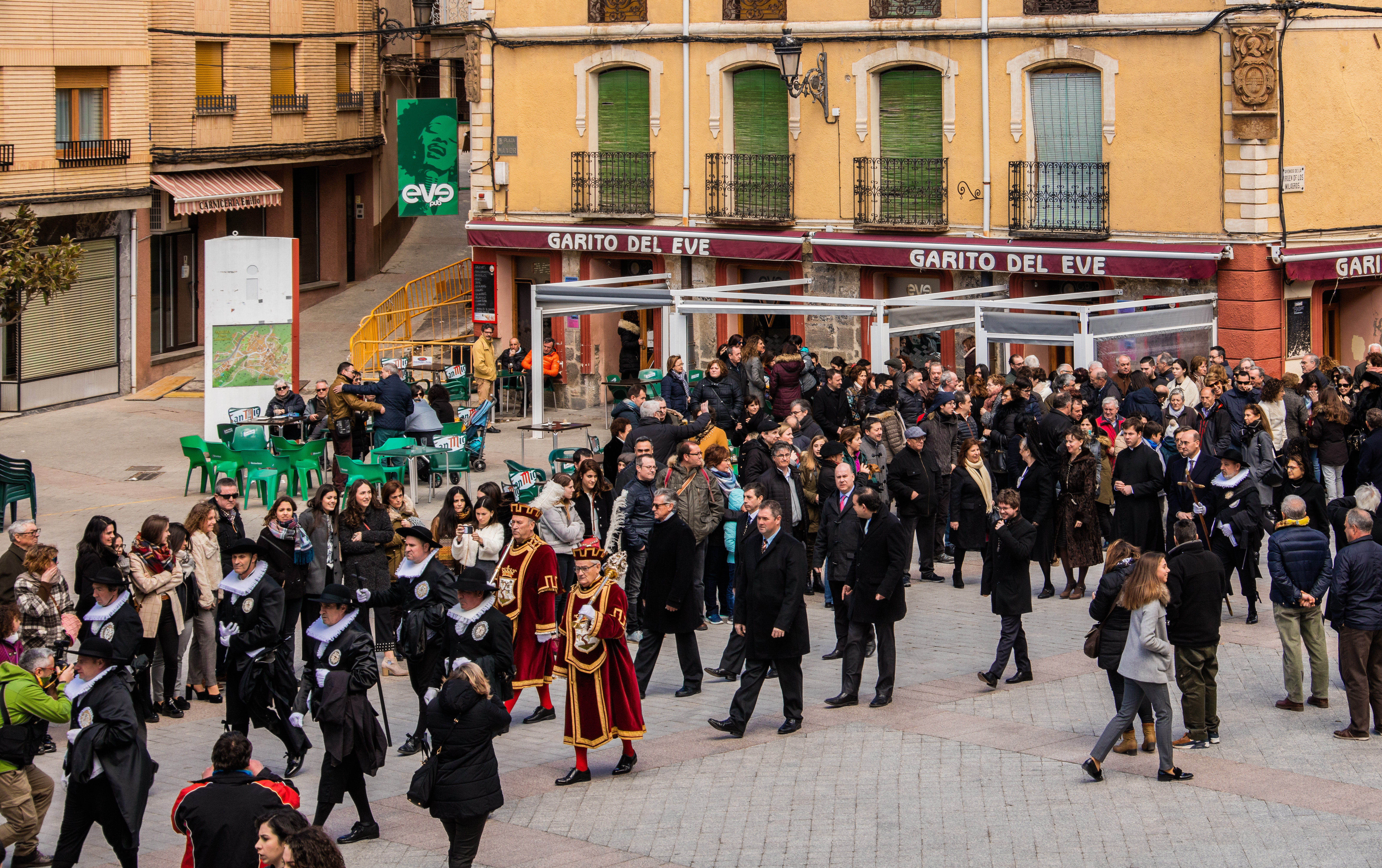
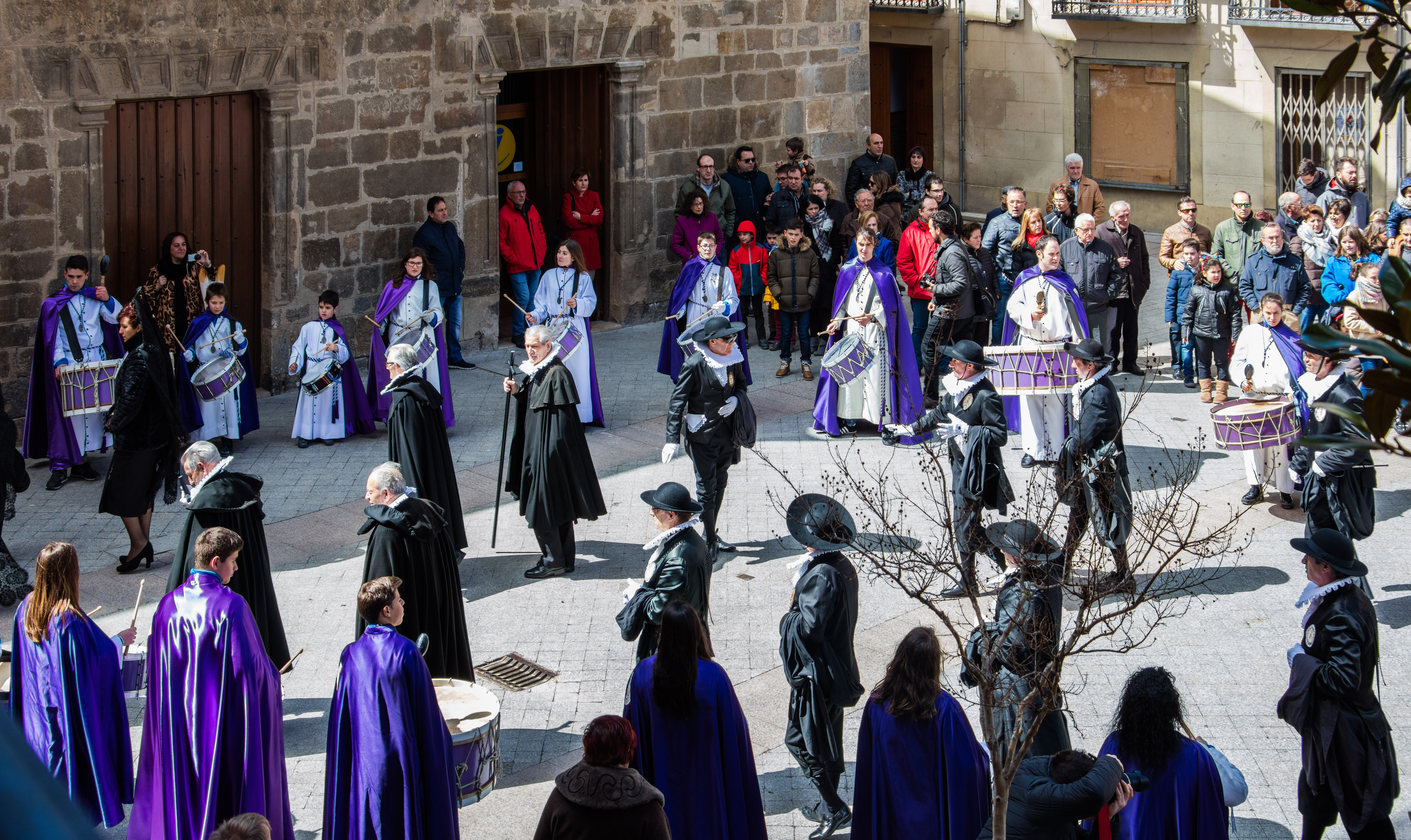

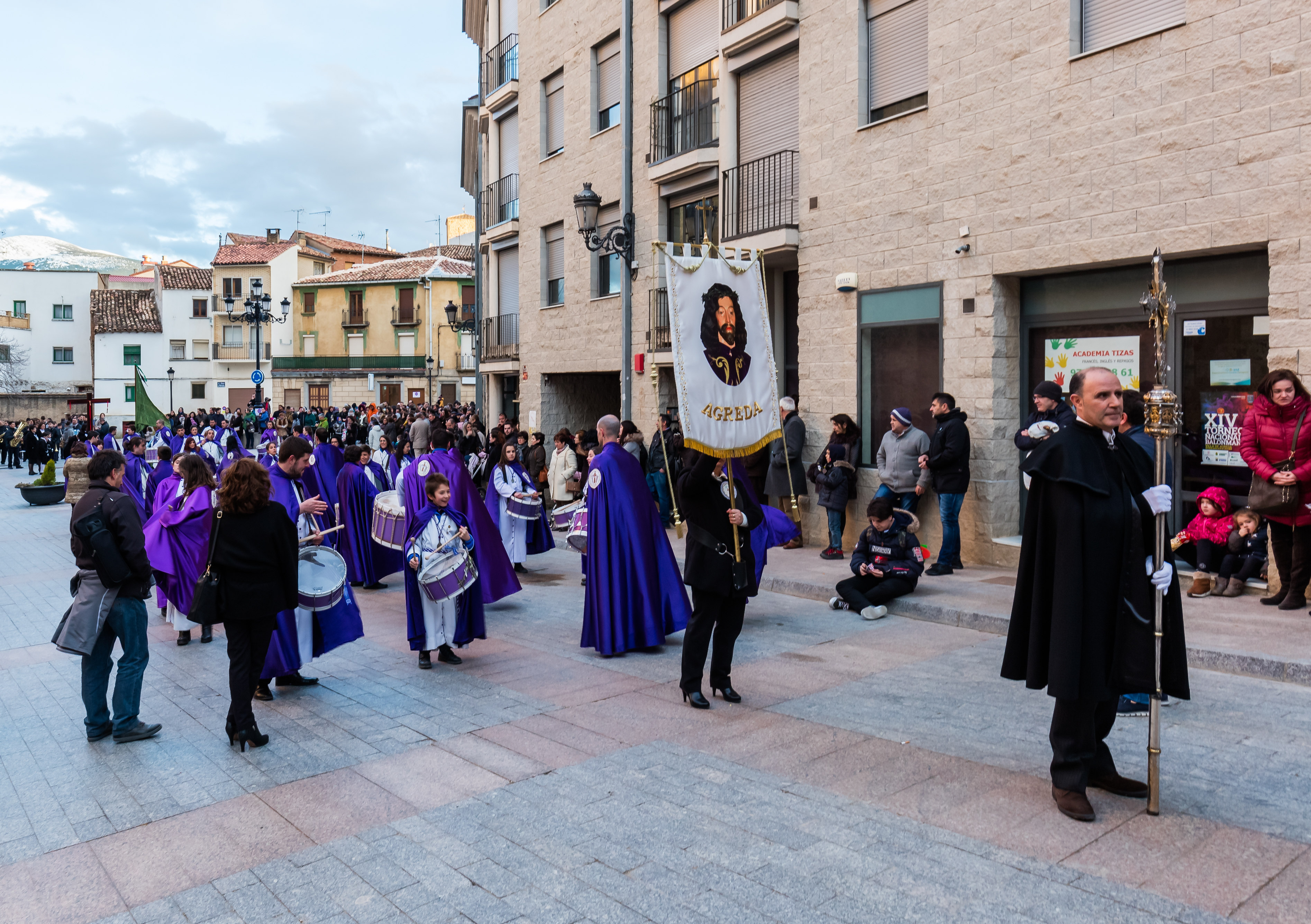
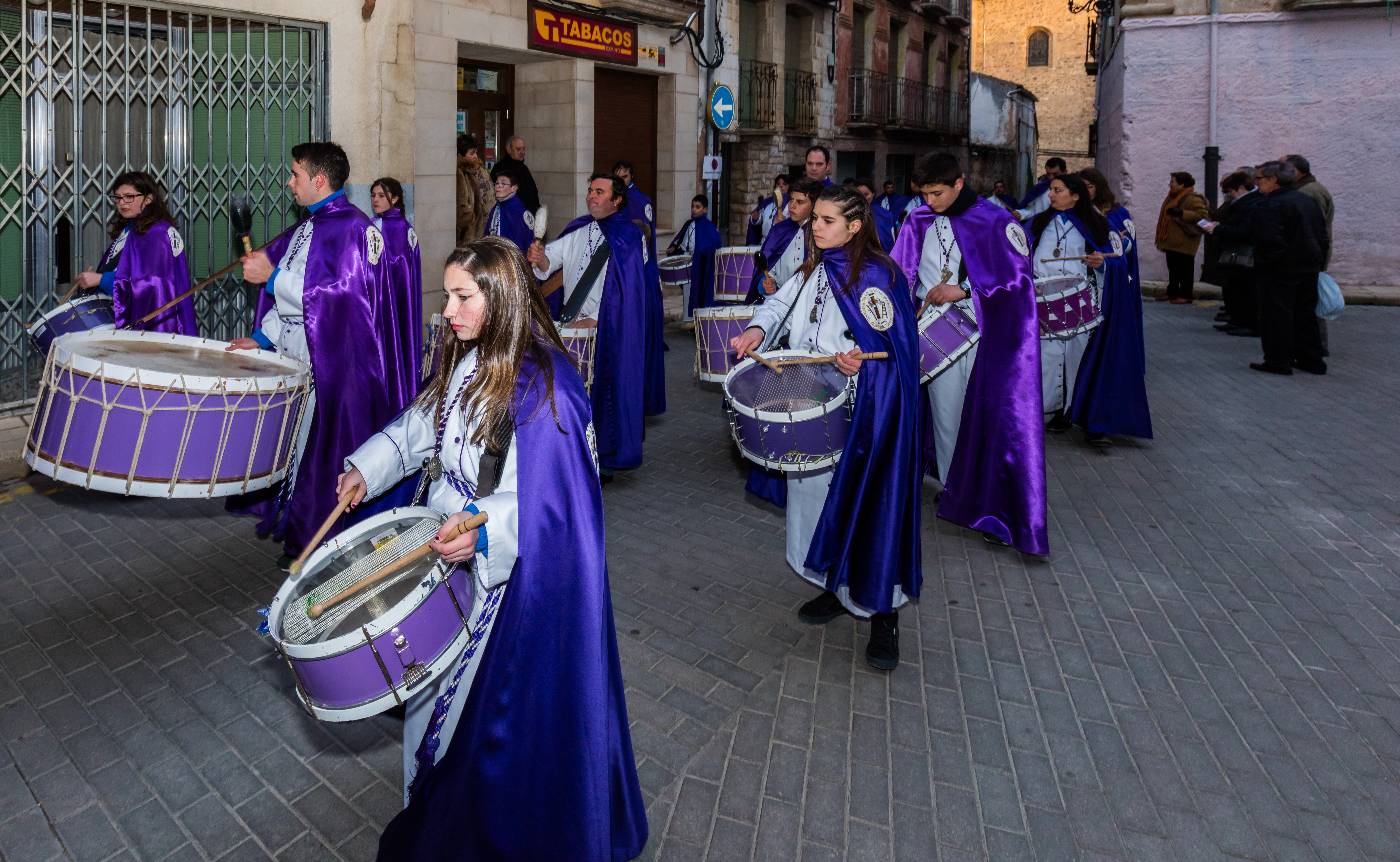
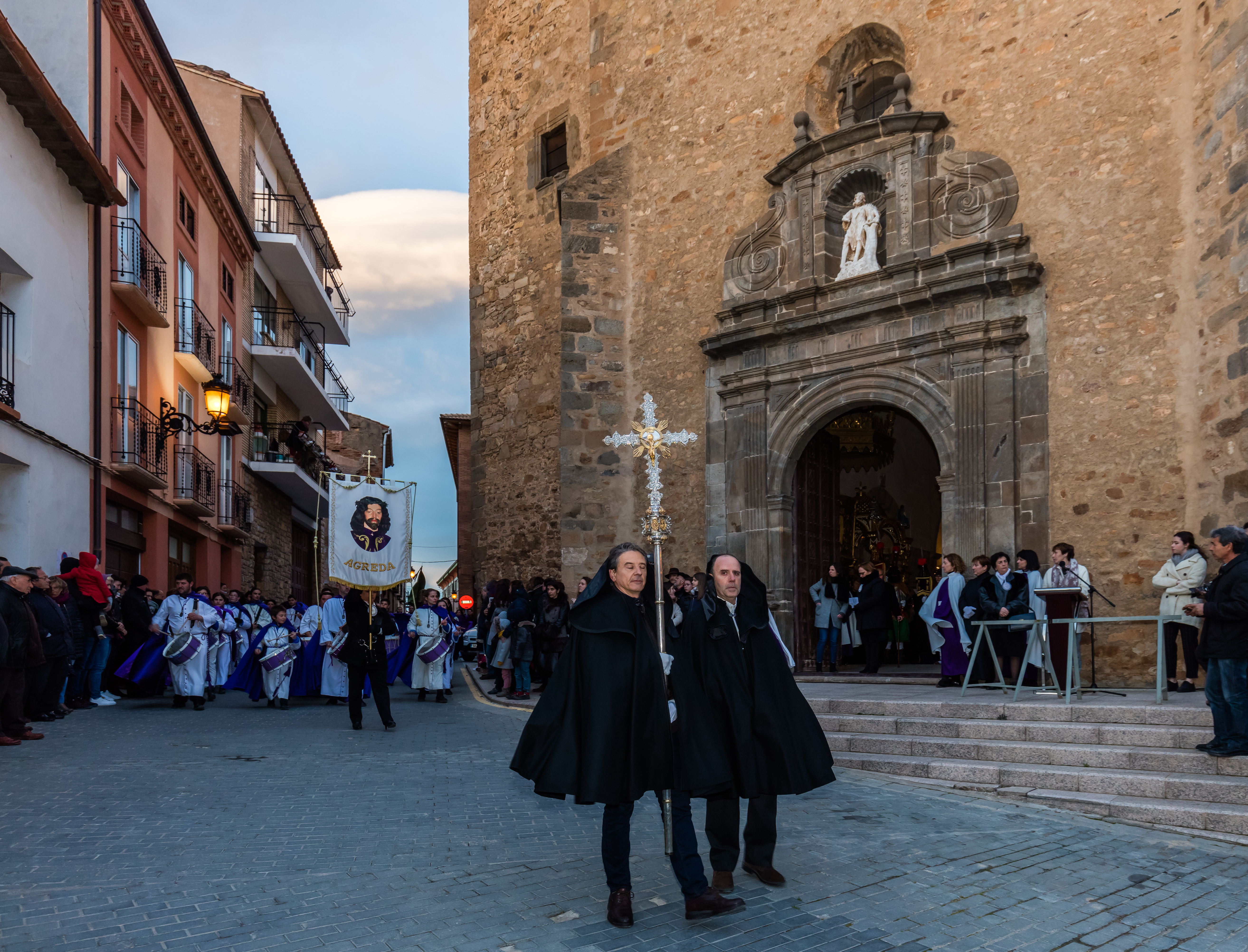
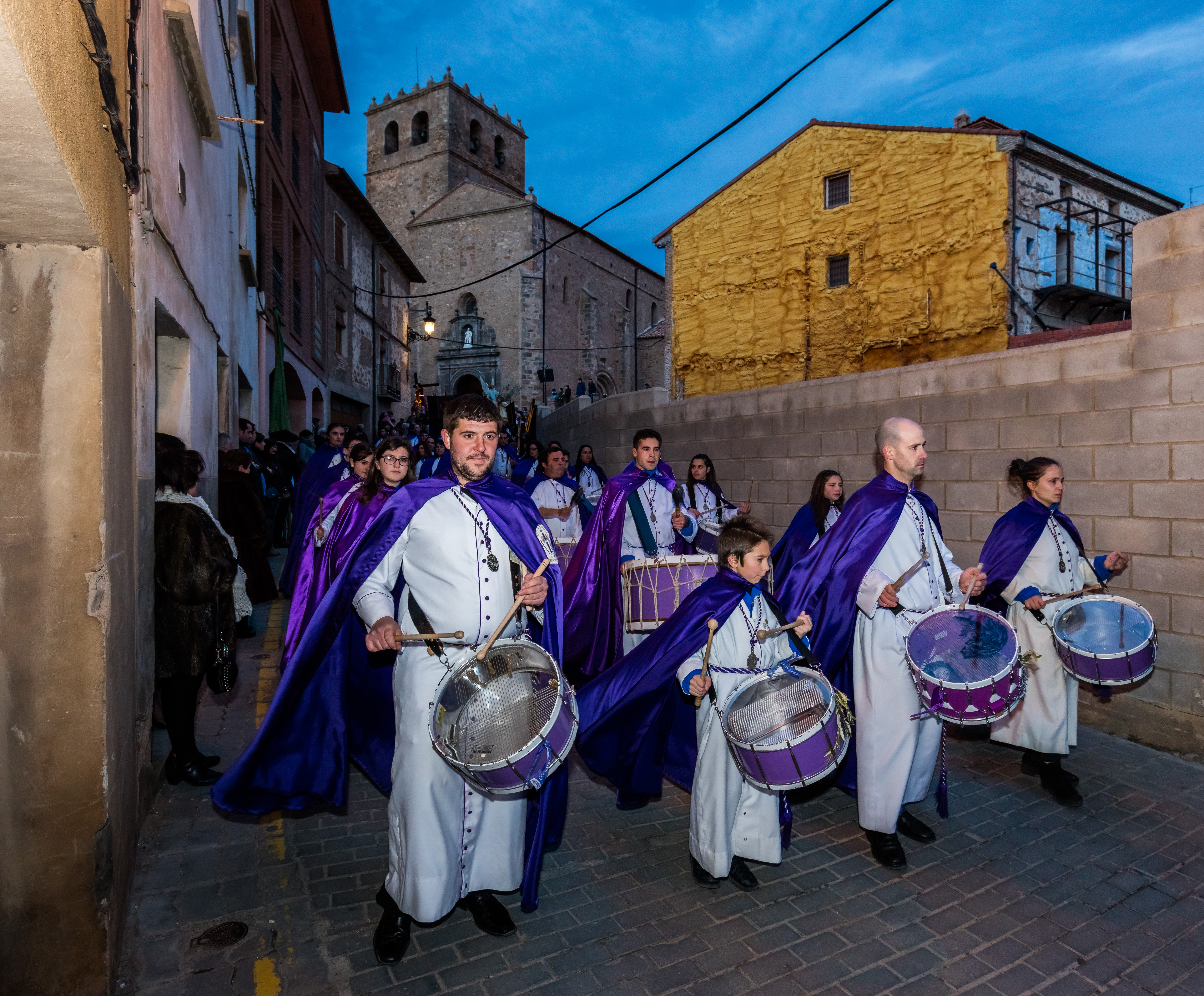
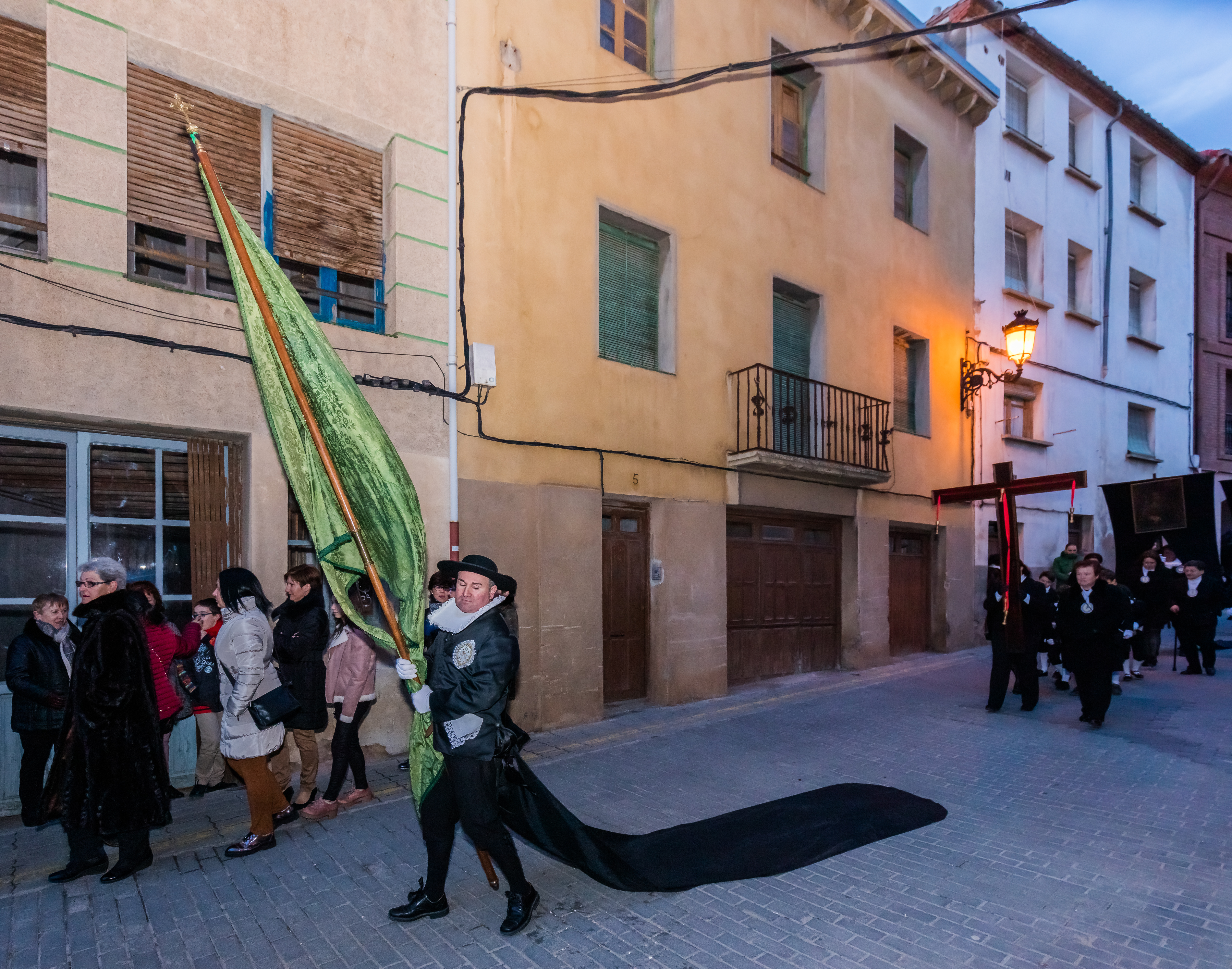
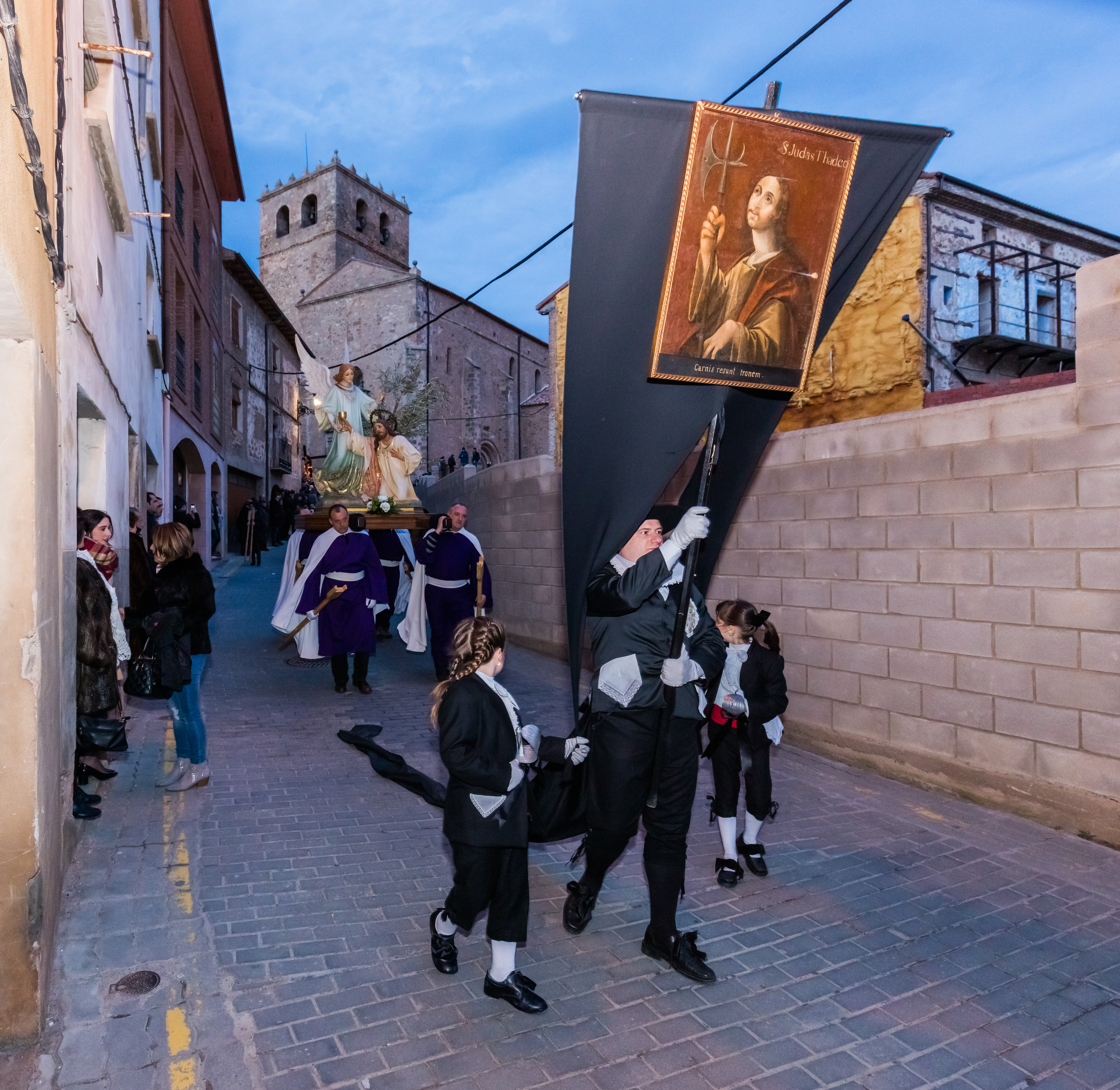
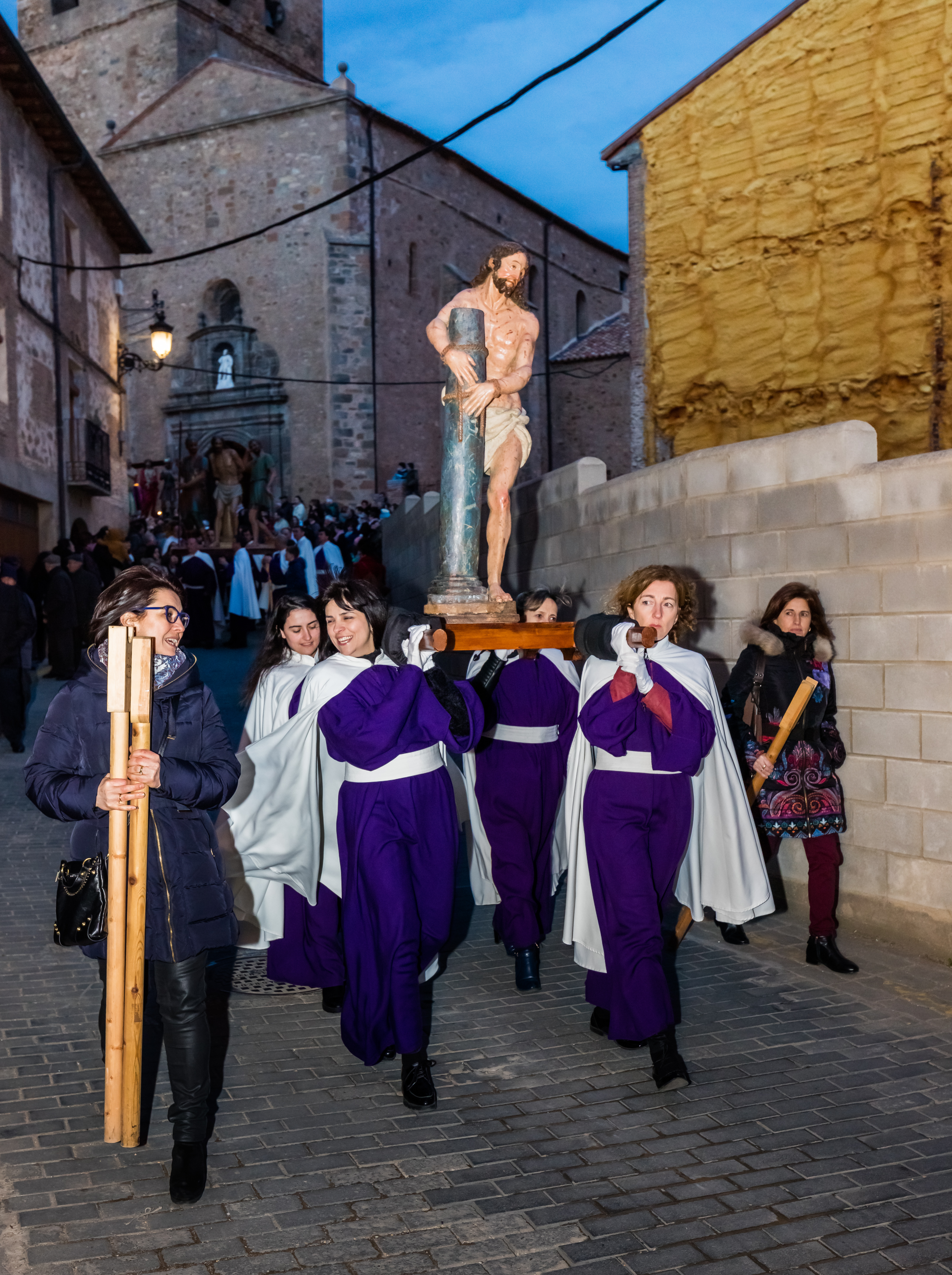
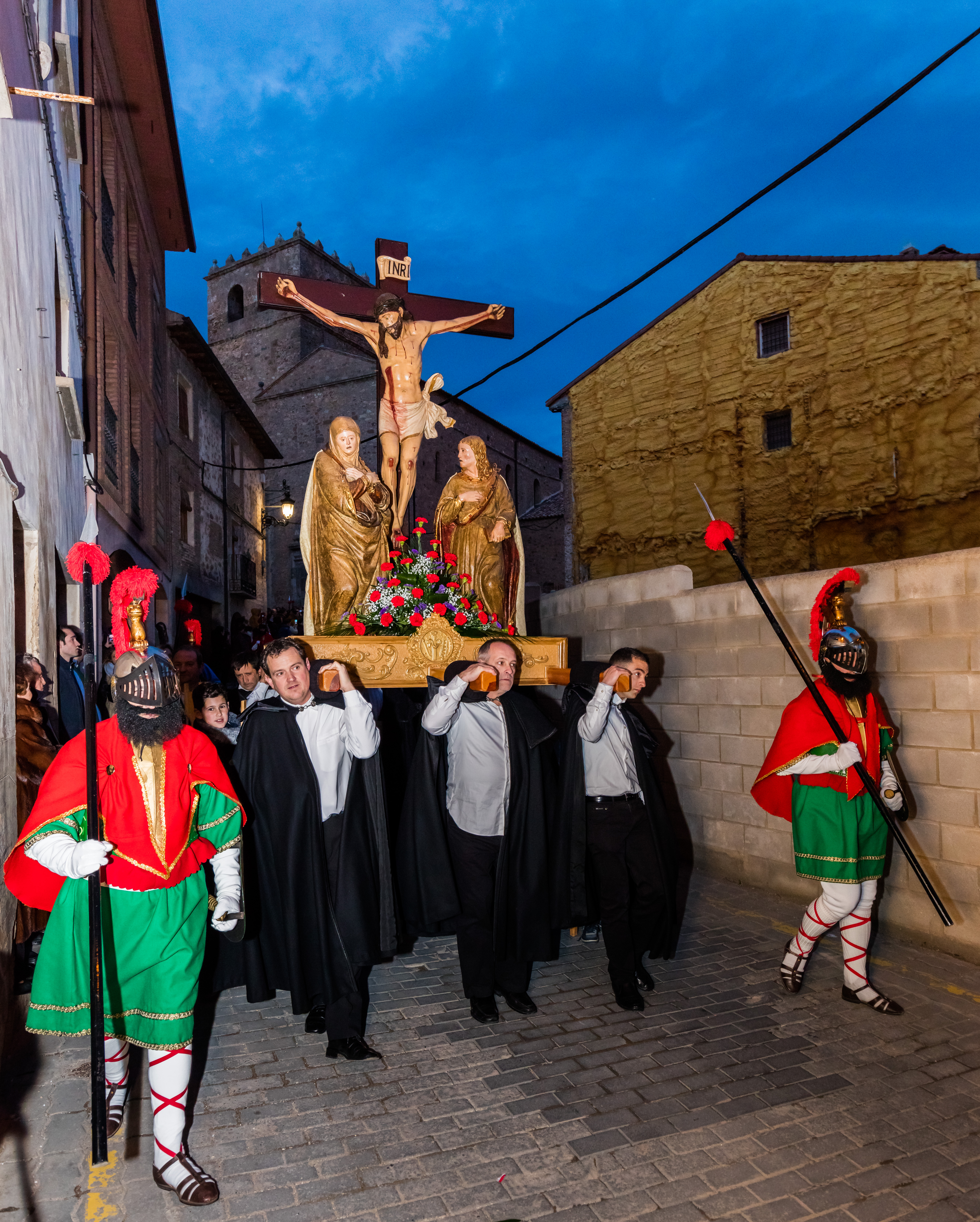